# Kamil Hilbert

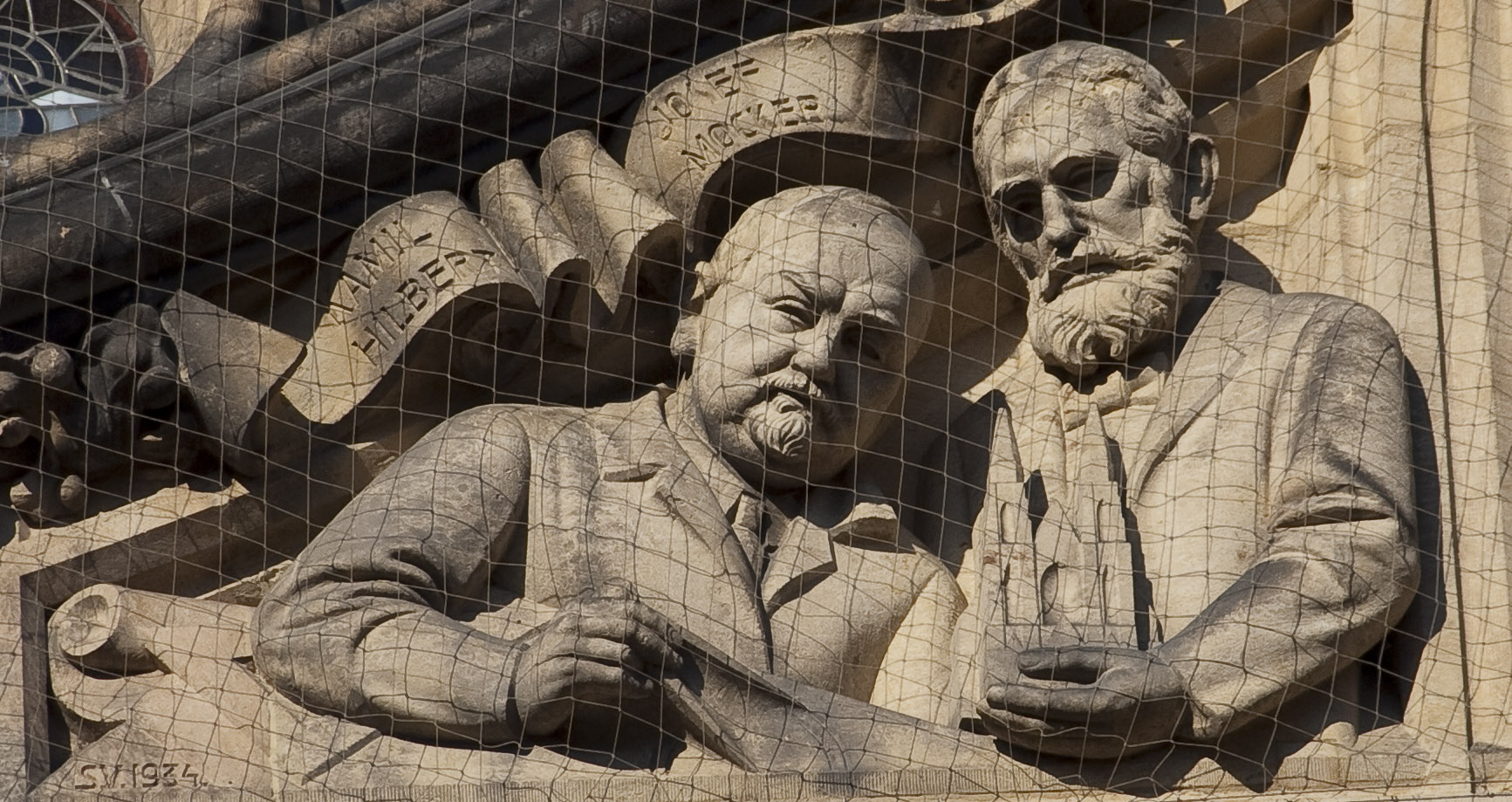
Kamil Hilbert und Josef Mocker (rechts), Relief am Veitsdom

Kamil Hilbert (* 12. Januar 1869 in Laun (Louny); † 25. Juni 1933 in Prag) war ein tschechischer Architekt. Sein bedeutendstes Werk ist die Rekonstruktion und Vollendung des Prager Veitsdomes in den Jahren 1899 bis 1929.

## Leben
Hilbert war der Sohn der Malerin Karolína Hilbert-Reifová und der ältere Bruder von Jaroslav Hilbert. Er besuchte die Höhere Gewerbeschule in Pilsen und studierte anschließend zwischen 1891 und 1895 an der Akademie der bildenden Künste Wien bei Max Fleischer. Hilbert wurde geprägt durch die Ausbildung bei Viktor Luntz und entwickelte sich zu einem Experten für historische Baustile. Zu seinen Werken gehört die Restaurierung zahlreicher historischer Kirchendenkmale.
1899 übertrug ihm Josef Mocker die Bauleitung für die Arbeiten am Veitsdom, die sein Lebenswerk werden sollten.
Weitere Arbeiten Hilberts waren u. a. die Rekonstruktionen der
- Kirche des St. Stephan in Kouřim (1903–1908)
- Kirche St. Martin in der Mauer, Prager Altstadt (1905–1906)
- Kirche St. Nikolaus in Jaroměř (1906–1909)
- Dekanatskirche St. Peter und Paul in Čáslav (1908–1911)
- Kirche St. Peter und Paul in Volenice (1909)
- Kirche St. Peter und Paul in Mělník, mit Anbau eines Turmes (1911–1914)
- Kirchlein der Mutter Gottes in der Prager Vorstadt von Louny (1913)
- Kirche St. Ägidien in Nymburk (1913–1914)
- St.-Bartholomäus-Kathedrale in Pilsen (1914–1920)
- Basilika St. Prokopius in Třebíč, vollendet nach seinem Tode 1934
- Taufkapelle und Kirche St. Remigius in Prag-Čakovice (1904–1905)
- Kirche des Hl. Johannes von Nepomuk in Štěchovice (1910–1919)

Am Křemešník errichtete Hilbert für den Bildhauer Josef Šejnost die Villa „U sedmi havranů“ (Bei den sieben Raben), die an eine gotische Burg erinnert und auch als Větrný zámek (Windschloss) bekannt ist.